# Gene Sarazen

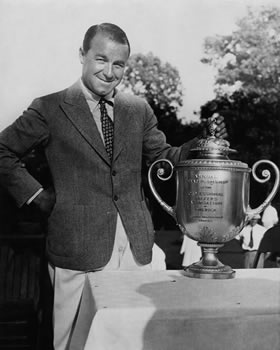
Gene Sarazen (August 1939)

Gene Sarazen (geboren als Eugenio Saraceni; * 27. Februar 1902 in Harrison, New York; † 13. Mai 1999 in Naples, Florida) war ein legendärer US-amerikanischer Profigolfer. Er war der erste Golfer überhaupt und gehört zu den wenigen Golfern, die einen Karriere Grand Slam erreichen konnten, also alle vier Majors im Zuge ihrer Laufbahn gewonnen haben.
Seine Major Bilanz umfasst Siege bei zwei US Open (1922 und 1932), drei PGA Championship (1922, 1923 und 1933), einer Open Championship (1932) und einem Masters (1935). Summa summarum gewann Sarazen 39 Turniere auf der PGA TOUR.
Im Jahre 1935 gelang ihm beim Masters „der Schlag, der auf der ganzen Welt gehört wurde“ (The shot heard ’round the world). Es war in der Finalrunde am 15. Loch, einem Par 5, wo Sarazen seinen zweiten Schlag mit einem Holz 4 aus etwa 200 Metern einlochen konnte. Dieser Albatros verhalf ihm letztlich ins Stechen gegen Craig Wood, welches Sarazen siegreich beendete.
Gene Sarazen entwarf 1930 das moderne Sand Wedge und nannte es damals sand iron, Sand-Eisen.
Nach Beendigung seiner Karriere und bis zum Jahre 1999, knapp vor seinem Tod, machte er gemeinsam mit zwei anderen Golflegenden, Sam Snead und Byron Nelson den Ehrenabschlag beim Masters im Augusta National Golf Club.

## PGA Tour Siege
- 1922: Southern (Spring) Open, U.S. Open, PGA Championship
- 1923: PGA Championship
- 1925: Metropolitan Open
- 1926: Miami Open
- 1927: Long Island Open, Miami Open, Metropolitan PGA
- 1928: Miami Beach Open, Miami Open, Nassau Bahamas Open, Metropolitan PGA
- 1929: Miami Open, Miami Beach Open
- 1930: Miami Open, Agua Caliente Open, Florida West Coast Open, Concord Country Club Open, United States Pro Invitational, Western Open, Lannin Memorial Tournament, Middle Atlantic Open
- 1931: Florida West Coast Open, La Gorce Open, Lannin Memorial Tournament
- 1932: True Temper Open, Coral Gables Open Invitational, U.S. Open, The Open Championship
- 1933: PGA Championship
- 1935: The Masters, Massachusetts Open, Long Island Open
- 1937: Florida West Coast Open, Chicago Open
- 1938: Lake Placid Open
- 1941: Miami Biltmore International Four-Ball (mit Ben Hogan)

Major Championships sind fett gedruckt.

## Auszeichnungen
- 1932: Associated Press Male Athlete of the Year
- 1974: World Golf Hall of Fame
- 1988: Old Tom Morris Award – die höchste Auszeichnung der GCSAA
- 1992: Bob Jones Award – die höchste Auszeichnung der USGA
- 1996: PGA Tour Lifetime Achievement Award